# 西方站 (鹿兒島縣)
西方站（日语：／ Nishikata eki */?）是位於鹿兒島縣薩摩川内市西方町，肥薩橙鐵道線的車站。車站編號為OR24。

## 歷史
- 1922年7月1日：鐵道省（國有鐵道）車站啟用[1][2]。
- 1970年（昭和45年）9月1日  - 隨著引入CTC，車站成為業務委託站。西方站長廢止。由川內站管理。
- 1983年（昭和58年）3月14日  - 成為無人車站。
- 1987年（昭和62年）4月1日 - 伴隨國鐵分割民營化，車站由九州旅客鐵道（JR九州）營運。
- 1988年（昭和63年）3月30日  - 車站大樓拆毀，現時車站大樓竣工。
- 2004年（平成16年）3月13日 - 九州新幹線鹿兒島中央站（當日由西鹿兒島站改名而成）至新八代站之間開業，使鹿兒島本線八代站至川內站之間的鐵路業務由肥薩橙鐵道繼承。

## 車站構造

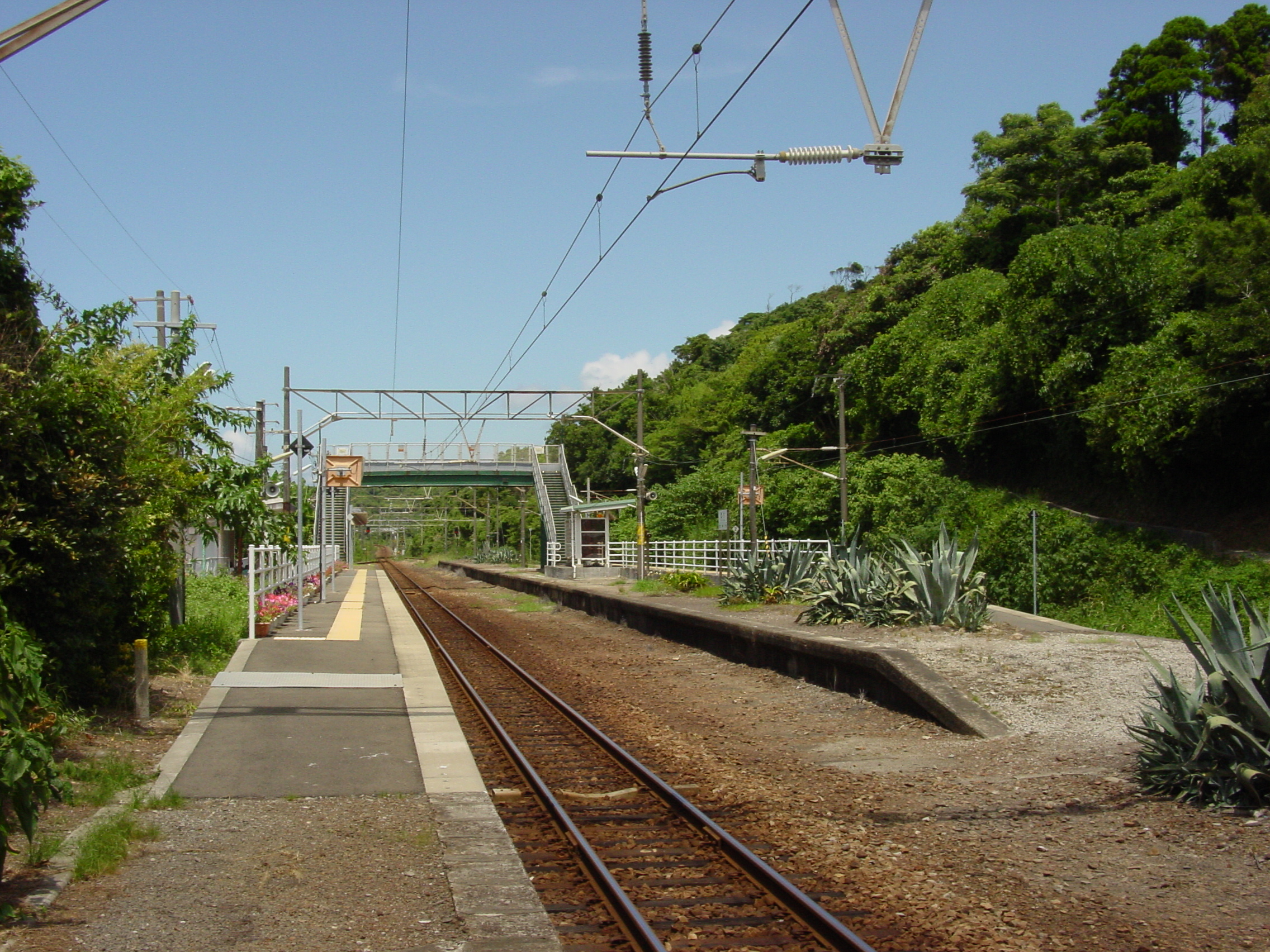
月台全景(2008年)

車站是一座地面車站，設有2面2線的相對式月台。車站為無人車站。上行設有維護路軌用的側線。
在舊國鐵時代，車站設有2面3線月台，當時車站大樓為一座混凝土白色建築物。在上行設有貨物專用側線和貨物月台。車站大樓兩側設有國鐵宿舍。1970年代暑假是車站最鼎盛時期，有許多觀光客和溫泉客前往鄰近的西方海灘和川內高城溫泉。當時設有優等列車會臨時停站，也有數班臨時列車從西鹿兒島站方向前往此站。在1983年成為無人車站後，宿舍拆毀，車站規模縮小。在1980年代末期前的多客時期，在暑假期間為了大量海灘乘客，設有來自川內站的車站職員前往此站常值。與上田浦站、肥後二見站、折口站也有相同情況。隨後，在車站完全成為無人車站後，於1988年把車站大樓拆毀，並設置簡易候車室。在2000年把中線停止使用，月台實際上只有2面2線，直至現在。停止使用的中線仍然設有信號機和架空電纜，連接本線的轉轍器已經撒走。在2004年3月，轉讓至肥薩橙鐵道後，把中線路軌完全撤走。
在毎年8月上旬會舉行「海，Fure愛in西方夏祭 納涼大會」中，為最接近會場的車站。在舉行日時的車站前與月台會有許多乘客。在轉讓至肥薩橙鐵道線後直至2006年，設有1往返班次來往此站至川內站之間。

### 月台
| 月台 | 路線          | 上下行 | 方向                 | 備註                 |
| ---- | ------------- | ------ | -------------------- | -------------------- |
| 1    | ■肥薩橙鐵道線 | 上行   | 出水、水俁、八代方向 |                      |
| 1    | ■肥薩橙鐵道線 | 下行   | 川內方向             | 大部分列車使用此月台 |
| 2    | ■肥薩橙鐵道線 | 下行   | 川內方向             |                      |

基本上上下行列車使用1號月台，當需要列車交會時，下行列車使用2號月台。2號月台可向兩邊方向出發，除了臨時列車外沒有上行列車使用2號月台。
在JR九州時代，連接往2號月台的跨線橋，是在1927年建成的古老木造候車室中遺留部分，由肥薩橙鐵道接手後，由於月台提高高度工程使跨線橋拆毀。

## 車站周邊
- 西方海灘（日语：西方海水浴場）
- 國道3號
- 薩摩川内市立西方小學（2013年3月31日關閉）
- 西方郵局
- 高城護國神社
- 川内高城溫泉（日语：川内高城温泉）（轉乘巴士站15分鐘）

## 使用狀況
在2017年度，1日平均乘車人次為7人
| 年度 | 1日平均 乘車人次 | 1日平均 上下車人次 |
| ---- | ---------------- | ------------------ |
| 2007 | 22               | 45                 |
| 2008 | 25               | 53                 |
| 2009 | 18               | 39                 |
| 2010 | 19               | 40                 |
| 2011 | 16               | 34                 |
| 2012 | 11               | 26                 |
| 2013 | 7                | 19                 |
| 2014 | 7                | 17                 |
| 2015 | 8                | 19                 |
| 2016 | 7                | 18                 |
| 2017 | 7                | 17                 |

## 相鄰車站
肥薩橙鐵道
■肥薩橙鐵道線
■快速「快速海洋快車薩摩」（只於星期六日運行）
通過
■快速「超級橙」（只限1號停站，只於星期六日運行）、■普通
薩摩大川（OR23）－西方（OR24）－薩摩高城（OR25）

## 注腳
1. ↑  鐵道省告示第69號「川内線川内町西方間鐵道運輸營業開始」，日本《官報》第2970號，1922年6月27日，第759頁：國立國會圖書館電子資料庫。
2. ↑  『川内市史 下巻』 p.553 川內市
3. ↑  薩摩川內市統計書

## 外部連結
- 西方站（各站資訊） （页面存档备份，存于） - 肥薩橙鐵道